# Портрет Грегора Бачи
Портрет Грегора Бачи — картина неизвестного немецкого художника XVI века, выставленная в замке Амбрас в Инсбруке.

## Описание
Картина написана маслом на холсте. На картине изображён венгерский дворянин Грегор Бачи (венг. Baksa Márk), который выжил после ранения — копье вошло в правую глазницу и вышло через шею.
В левом верхнем углу выполнена надпись на латыни: GREGOR. BAXI VNG: NOB: — Грегор БАКСИ (германизировано Бачи) венгерский дворянин.
Существует несколько версий обстоятельств ранения, по одной из версий рана была получена во время рыцарского поединка, по другой версии — во время битвы с турками.

## История картины
Эта картина впервые упоминается в 1621 году в инвентаризационных записях замка Амбрас под названием: «Венгерский гусар, который получил ранение в борьбе с турками». Скорее всего картина попала в коллекцию эрцгерцога Фердинанда II благодаря его интересу к оружию и антиквариату.

## Медицинский аспект
Одной из загадок картины является вопрос — мог ли выжить человек после такого ранения. Вероятно, именно этот факт и был причиной написания картины, — подобные смертельные травмы не были редкостью в то время, однако художник выполнил портрет именно этого дворянина. В статье авторитетного журнала «The Lancet» приводится описание аналогичной травмы, которую получил ремесленник — металлический прут упал с потолка церкви с высоты 14 метров и пронзил голову по такой же траектории. По истечении 5 лет человек практически не ощущал каких-либо симптомов травмы.
Из-за скептицизма посетителей музея, случай был изучен радиологами, радиоонкологами и неврологами в Медицинском университете Инсбрука. Для этой цели двумерные данные с картины были перенесены на трехмерную анатомическую модель черепа, а модель черепно-мозговой травмы Бачи была создана с помощью быстрого прототипирования. Врачи подтвердили возможность того, что Бачи мог бы пережить травму, так как при благоприятных обстоятельствах копье пронзило бы череп ниже мозга.